# Lac d'Uzious
Le lac d’Uzious est un petit lac de montagne situé à 2 117 mètres d'altitude sur la commune d'Eaux-Bonnes, en amont du cirque de Gourette. C'est l'un des lacs du massif pyrénéen, situé en pays de Béarn.

## Géographie
Le lac est situé au fond d'un petit cirque délimité par le pic d'Anglas (2 459 m), les pènes d'Arrucours (2 384 m) et le Sanctus (2 482 m).
Sur le flanc ouest, en aval du lac, se trouvent les restes d'une exploitation minière de fer. Une conduite forcée relie le lac d'Uzious à la turbine du filon du Valentin (ou filon d'Uzious) qui permettait de produire de l'air comprimé. On y trouve quelques vestiges rouillés de wagonnets rouillés et de canalisations.
Ce petit lac fait 6.3 hectares pour une profondeur de 70m, et une longueur de 400 m dans le sens nord-sud et une largeur de 250 m dans le sens est-ouest. C'est en amont de ce lac que naît le Valentin, petit cours d'eau torrentiel de 14,3 km qui se jette dans le gave d'Ossau à Laruns.

## Toponymie
Le nom du lac d'Uzious trouve son origine dans le parler local : l'occitan béarnais. Dans cette langue, son nom est Lac d'Usions[réf. nécessaire], issu de la contraction des termes dus « deux » et ièu « lac de haute montagne ». En effet, le toponyme faisait à l'origine référence non pas au seul lac d'Uzious, appelé à l'origine Grand lac d'Uzious, mais à deux lacs avec le Petit lac d'Uzious, actuel lac du Lavedan situé peu en amont.

## Histoire
Les environs du lac ont fait l'objet à partir de la fin du XIXe siècle d'exploitations minières en fer, comme son voisin le lac d'Anglas.

## Voies d'accès
En empruntant le GR10, le lac est situé à environ 2 heures 30 de marche de la station de sports d'hiver de Gourette (1 400 m). On emprunte pendant 40 min le GR10 qui mène au lac d'Anglas. On le quitte par l'est au pied du vallon de Plaa de Batch (1 575 m) en restant dans le vallon du Valentin. On rencontre des mégalithes près des cabanes de Congues (1 850 m) pour terminer par une raillère (versant abrupt et caillouteux) de 300 m que l'on escalade en longeant à l'ouest les canalisations rouillées de l'ancienne mine.